# A Diósgyőri VTK 2009–2010-es szezonja
A Diósgyőri VTK 2009–2010-es szezonja szócikk a Diósgyőri VTK első számú férfi labdarúgócsapatának egy idényéről szól, mely sorozatban a 6., összességében pedig a 44. idénye a csapatnak a magyar első osztályban. A klub fennállásának ekkor volt a 99. évfordulója.

## Mérkőzések
| Színmagyarázat | Színmagyarázat |
| -------------- | -------------- |
|                | Győzelem.      |
|                | Döntetlen.     |
|                | Vereség.       |

### Soproni Liga 2009–10

#### Őszi fordulók
| 1. forduló 2009. július 25. 20:00 |

| Diósgyőr                                            | 1 – 0               | Debreceni VSC           |
| --------------------------------------------------- | ------------------- | ----------------------- |
| Lippai 90+3' (11-esből) 81' Horváth 78' Gohér 90+4' | (0 – 0) Jegyzőkönyv | Mohl 70' Szilágyi 90+2′ |

| DVTK-stadion, Miskolc Nézőszám: 3 000 Játékvezető: Bognár Tamás (magyar) |

| 2. forduló 2009. augusztus 1. 20:00 |

| Videoton                                                                              | 3 – 2               | Diósgyőr                                                                         |
| ------------------------------------------------------------------------------------- | ------------------- | -------------------------------------------------------------------------------- |
| Vujović, G. 51' André Alves 62' 90+3' Horváth G. 37' Lipták Z. 90' Présinger Á. 90+3' | (0 – 0) Jegyzőkönyv | Lippai Á. 81' Horváth G. 90+3' 90' Lakatos B. 31' Kállai N. 37' Visković, D. 77' |

| Sóstói Stadion, Székesfehérvár Nézőszám: zárt kapuk mögött Játékvezető: Andó-Szabó Sándor (magyar) Asszisztensek: Vámos Tibor Márton Zsolt |

| 3. forduló 2009. augusztus 9. 17:30 |

| Diósgyőr                                                        | 1 – 2               | Újpest                                             |
| --------------------------------------------------------------- | ------------------- | -------------------------------------------------- |
| Balajti 29' 88' Kállai 22' Horváth 32' Lakatos 90' Lippai 90+3' | (1 – 1) Jegyzőkönyv | Miličić 34' (öngól) Tisza 67' Kabát 34' Foxi 90+2' |

| DVTK-stadion, Miskolc Nézőszám: 8 000 Játékvezető: Iványi Zoltán (magyar) |

| 4. forduló 2009. augusztus 15. 20:00 |

| Győri ETO                                                                               | 3 – 1               | Diósgyőr                  |
| --------------------------------------------------------------------------------------- | ------------------- | ------------------------- |
| Brnović 60' Kink 61' Copa 76' Dudás 55' Eugène 55' Stevanović 83′ Bicák 87' Szabó 90+3' | (0 – 0) Jegyzőkönyv | Balajti 85' 61' Szabó 55' |

| ETO Park, Győr Nézőszám: 3 500 Játékvezető: Kassai Viktor (magyar) |

| 5. forduló 2009. augusztus 22. 17:30 |

| Diósgyőr                                                            | 4 – 1               | Kecskeméti TE         |
| ------------------------------------------------------------------- | ------------------- | --------------------- |
| Miličić 4' 80' Szabó 24' Balajti 26' 90+1' Ivancsics 77' Kovács 83' | (3 – 1) Jegyzőkönyv | Csordás 32' Koncz 50' |

| DVTK-stadion, Miskolc Nézőszám: 3 000 Játékvezető: Németh Ádám (magyar) |

| 6. forduló 2009. augusztus 29. 20:00 |

| Diósgyőr                | 0 – 1               | Vasas                                        |
| ----------------------- | ------------------- | -------------------------------------------- |
| Horváth 57' Balajti 71' | (0 – 0) Jegyzőkönyv | Lázok 58' Pavičević 68' Bakos 73' Remili 84' |

| DVTK-stadion, Miskolc Nézőszám: 4 000 Játékvezető: Berger József (magyar) |

| 7. forduló 2009. szeptember 12. 19:00 |

| Lombard Pápa                        | 2 – 1               | Diósgyőr                                                                  |
| ----------------------------------- | ------------------- | ------------------------------------------------------------------------- |
| Heffler 12' Bali 48' 3' Gyömbér 18' | (1 – 0) Jegyzőkönyv | Ivancsics 90+3' Takács 10' Búrány 15' Huszák 33' Lippai 88′ Lakatos 90+1' |

| Perutz Stadion, Pápa Nézőszám: 2 100 Játékvezető: Sulyok Gergely (magyar) |

| 8. forduló 2009. szeptember 19. 19:00 |

| Diósgyőr                            | 1 – 2               | Budapest Honvéd                                                         |
| ----------------------------------- | ------------------- | ----------------------------------------------------------------------- |
| Miličić 90+2' Gohér 31' Horváth 53' | (0 – 1) Jegyzőkönyv | Hrepka 7' 84' Macko 66' (11-esből) Debreceni 21' Benjamin 65' Hajdú 90' |

| DVTK-stadion, Miskolc Nézőszám: 4 000 Játékvezető: Szilasi Szabolcs (magyar) |

| 9. forduló 2009. szeptember 26. 19:00 |

| Haladás                                      | 2 – 1               | Diósgyőr                         |
| -------------------------------------------- | ------------------- | -------------------------------- |
| Oross 29' Irhás 88' Nagy 72' Lattenstein 89' | (1 – 0) Jegyzőkönyv | Lipusz 54' Kállai 72' Huszák 79' |

| Rohonci úti stadion, Szombathely Nézőszám: 4 500 Játékvezető: Kassai Viktor (magyar) |

| 10. forduló 2009. október 3. 15:00 |

| Diósgyőr                            | 1 – 1               | Zalaegerszegi TE                        |
| ----------------------------------- | ------------------- | --------------------------------------- |
| Ivancsics 24' (11-esből) Jeknić 40′ | (1 – 1) Jegyzőkönyv | Rudņevs 14' Bogunović 18' Todorović 88' |

| DVTK-stadion, Miskolc Nézőszám: 2 000 Játékvezető: Veizer Roland (magyar) |

| 11. forduló 2009. október 17. 17:30 |

| Nyíregyháza Spartacus                              | 1 – 1               | Diósgyőr                                                                        |
| -------------------------------------------------- | ------------------- | ------------------------------------------------------------------------------- |
| Lakatos 78' (öngól) Vojinović 20' Batizi-Pócsi 67' | (0 – 1) Jegyzőkönyv | Ivancsics 20' (11-esből) Lippai 9' Visković 18' Apostu 65' Huszák 69' Szabó 88' |

| Nyíregyháza Városi Stadion, Nyíregyháza Nézőszám: 5 500 Játékvezető: Solymosi Péter (magyar) |

| 12. forduló 2009. október 24. 17:00 |

| Diósgyőr                                             | 0 – 0               | Paksi FC          |
| ---------------------------------------------------- | ------------------- | ----------------- |
| Búrány 12' Vukadinović 18' Ivancsics 48' Horváth 90′ | (0 – 0) Jegyzőkönyv | Éger 26' Vári 41′ |

| DVTK-stadion, Miskolc Nézőszám: 2 500 Játékvezető: Németh Ádám (magyar) |

| 13. forduló 2009. október 31. 17:30 |

| Ferencváros  | 0 – 3               | Diósgyőr                                                                |
| ------------ | ------------------- | ----------------------------------------------------------------------- |
| Tóth 62' 52' | (0 – 1) Jegyzőkönyv | Huszák 17' Jeknić 48' Lippai 56' Takács 52' Vukadinović 60' Miličić 62' |

| Albert Flórián Stadion, Budapest Nézőszám: 5 870 Játékvezető: Sulyok Gergely (magyar) |

- A 68. percben nézőtéri rendbontás miatt, 1–3-as állásnál félbeszakadt a találkozó. 3–0-val a Diósgyőr szerezte meg a három bajnoki pontot. Érvényben maradt Tóth Bence gólja.

| 14. forduló 2009. november 7. 16:00 |

| Diósgyőr                                       | 1 – 3               | Kaposvári Rákóczi                                    |
| ---------------------------------------------- | ------------------- | ---------------------------------------------------- |
| Huszák 90+1' Lippai 12' Balajti 42' Bognár 70' | (0 – 2) Jegyzőkönyv | Nikolics 22' 28' 73' Stanić 31' Grúz 44' Hegedűs 58' |

| DVTK-stadion, Miskolc Nézőszám: 3 000 Játékvezető: Berger József (magyar) |

| 15. forduló 2009. november 21. 16:00 |

| MTK Budapest                                                   | 4 – 0               | Diósgyőr                            |
| -------------------------------------------------------------- | ------------------- | ----------------------------------- |
| Szatmári 10' Vadnai 22' 59' Gosztonyi 73' (11-esből) Pál 90+2' | (2 – 0) Jegyzőkönyv | Vukadinović 5' Jeknić 71' Szabó 85' |

| Hidegkuti Nándor Stadion, Budapest Nézőszám: 600 Játékvezető: Farkas Ádám (magyar) |

#### Tavaszi fordulók
| 16. forduló 2010. február 26. 19:00 |

| Debreceni VSC                                         | 3 – 1               | Diósgyőr                                                         |
| ----------------------------------------------------- | ------------------- | ---------------------------------------------------------------- |
| Laczkó 80' Rudolf 82' Mijadinoszki 90' Luis Ramos 74' | (0 – 1) Jegyzőkönyv | Bognár 43' 52' Dobos 23' Vukadinović 46' Menougong 73' Haman 89' |

| Oláh Gábor utcai stadion, Debrecen Nézőszám: 6 000 Játékvezető: Szabó Zsolt (magyar) |

| 17. forduló 2010. március 6. 17:00 |

| Diósgyőr      | 0 – 1               | Videoton                    |
| ------------- | ------------------- | --------------------------- |
| Lippai Á. 29' | (0 – 0) Jegyzőkönyv | Nikolics N. 52' Elek Á. 82' |

| DVTK-stadion, Miskolc Nézőszám: 7 000 Játékvezető: Farkas Ádám (magyar) Asszisztensek: Kelemen Attila Vígh Tibor |

| 18. forduló 2010. március 14. 17:30 |

| Újpest                                           | 4 – 1               | Diósgyőr                             |
| ------------------------------------------------ | ------------------- | ------------------------------------ |
| Rajczi 8' Kabát 64' 68' Varga 80' Vasiljević 43' | (1 – 1) Jegyzőkönyv | Menougong 13' Šupić 68' Bognár 90+1' |

| Szusza Ferenc Stadion, Budapest Nézőszám: 3 500 Játékvezető: Bognár Tamás (magyar) |

| 19. forduló 2010. március 20. 16:00 |

| Diósgyőr                             | 0 – 1               | Győri ETO                                        |
| ------------------------------------ | ------------------- | ------------------------------------------------ |
| Malinauskas 46' Jeknić 49' Šupić 84' | (0 – 1) Jegyzőkönyv | Józsi 46' (11-esből) Tokody 57' Stevanović 90+3′ |

| DVTK-stadion, Miskolc Nézőszám: 3 700 Játékvezető: Andó-Szabó Sándor (magyar) |

| 20. forduló 2010. március 27. 15:00 |

| Kecskeméti TE                         | 1 – 1               | Diósgyőr                                         |
| ------------------------------------- | ------------------- | ------------------------------------------------ |
| Čukić 86' 82' Lambulić 7' Savić 90+1' | (0 – 1) Jegyzőkönyv | Balajti 7' Vukadinović 43' Takács 72' Bognár 75′ |

| Széktói Stadion, Kecskemét Nézőszám: 3 000 Játékvezető: Szilasi Szabolcs (magyar) |

| 21. forduló 2010. április 3. 18:00 |

| Vasas                    | 1 – 0               | Diósgyőr              |
| ------------------------ | ------------------- | --------------------- |
| ben Únesz 24' Dobrić 63' | (1 – 0) Jegyzőkönyv | Búrány 44' Lippai 85' |

| Illovszky Rudolf Stadion, Budapest Nézőszám: 1 000 Játékvezető: Vad II. István (magyar) |

| 22. forduló 2010. április 10. 18:00 |

| Diósgyőr                         | 3 – 0               | Lombard Pápa                               |
| -------------------------------- | ------------------- | ------------------------------------------ |
| Lippai 6' Brnović 38' Búrány 89' | (2 – 0) Jegyzőkönyv | Venczel 17' Bali 44' Rajnay 71' Farkas 74' |

| DVTK-stadion, Miskolc Nézőszám: 4 000 Játékvezető: Sulyok Gergely (magyar) |

| 23. forduló 2010. április 17. 16:30 |

| Budapest Honvéd                                                    | 4 – 2               | Diósgyőr                                                  |
| ------------------------------------------------------------------ | ------------------- | --------------------------------------------------------- |
| Abraham 4' Bajner 13' Diego 17' (11-esből) 25' Vukmir 53' Nagy 75' | (4 – 2) Jegyzőkönyv | Bajzát 12' 30' 52' Balajti 23' Vukadinović 68' Jeknić 76' |

| Bozsik József Stadion, Budapest Nézőszám: 2 000 Játékvezető: Kassai Viktor (magyar) |

| 24. forduló 2010. április 25. 19:00 |

| Diósgyőr                           | 1 – 3               | Haladás                                                |
| ---------------------------------- | ------------------- | ------------------------------------------------------ |
| Menougong 61' Haman 32' Búrány 36' | (0 – 1) Jegyzőkönyv | Nagy 14' Oross 54' 51' Guzmics 86' Sipos 31' Simon 32' |

| DVTK-stadion, Miskolc Nézőszám: 3 000 Játékvezető: Veizer Roland (magyar) |

| 25. forduló 2010. május 2. 17:30 |

| Zalaegerszegi TE                                                    | 3 – 0               | Diósgyőr                            |
| ------------------------------------------------------------------- | ------------------- | ----------------------------------- |
| Rudņevs 8' 73' Magasföldi 12' Bogunović 29' Szalai 64' Rajcomar 80' | (2 – 0) Jegyzőkönyv | Haman 30' Šupić 32' Vukadinović 51' |

| ZTE Aréna, Zalaegerszeg Nézőszám: 3 216 Játékvezető: Kovács J. Zoltán (magyar) |

| 26. forduló 2010. május 5. 18:00 |

| Diósgyőr                | 0 – 1               | Nyíregyháza Spartacus                |
| ----------------------- | ------------------- | ------------------------------------ |
| Dobos 74' Menougong 84' | (0 – 1) Jegyzőkönyv | Bugerra 40' Minczér 71' Stanišić 82′ |

| DVTK-stadion, Miskolc Nézőszám: 3 000 Játékvezető: Farkas Ádám (magyar) |

| 27. forduló 2010. május 8. 18:00 |

| Paksi FC    | 1 – 0               | Diósgyőr                             |
| ----------- | ------------------- | ------------------------------------ |
| Lisztes 63' | (0 – 0) Jegyzőkönyv | Takács 52' Radoš 56' Vukadinović 61' |

| Fehérvári úti stadion, Paks Nézőszám: 1 000 Játékvezető: Oláh Gábor (magyar) |

| 28. forduló 2010. május 15. 15:00 |

| Diósgyőr                         | 0 – 1               | Ferencváros                                              |
| -------------------------------- | ------------------- | -------------------------------------------------------- |
| Balajti 29' Takács 39' Illés 63′ | (0 – 0) Jegyzőkönyv | Tutorić 49' 42' Morrison 35' Abdi 39' Adnán 57' Tóth 78′ |

| DVTK-stadion, Diósgyőr Nézőszám: 2 500 Játékvezető: Takács János (magyar) |

| 29. forduló 2010. május 20. 18:00 |

| Kaposvári Rákóczi               | 2 – 2               | Diósgyőr                                     |
| ------------------------------- | ------------------- | -------------------------------------------- |
| Oláh 6' Szepessy 43' Júnior 50' | (2 – 0) Jegyzőkönyv | Somorjai 57' Lippai 84' Bognár 21' Šupić 44' |

| Rákóczi Stadion, Kaposvár Nézőszám: 1 500 Játékvezető: Gaál Gyöngyi (magyar) |

| 30. forduló 2010. május 23. 17:30 |

| Diósgyőr             | 2 – 5               | MTK Budapest                                 |
| -------------------- | ------------------- | -------------------------------------------- |
| Gal 22' Somorjai 54' | (1 – 2) Jegyzőkönyv | Pál 18' 66' Kulcsár 25' Zsidai 59' Szabó 85' |

| DVTK-stadion, Miskolc Nézőszám: 360 Játékvezető: Szilasi Szabolcs (magyar) |

#### Végeredmény
| #   | Csapat                    | M  | GY | D  | V  | G+ – G– | GK  | P  | Megjegyzések                                   |
| --- | ------------------------- | -- | -- | -- | -- | ------- | --- | -- | ---------------------------------------------- |
| 1.  | Debreceni VSCCV (B, KGY)  | 30 | 20 | 2  | 8  | 63–37   | +26 | 62 | 2010–2011-es Bajnokok Ligája – 2. selejtezőkör |
| 2.  | Videoton (I)              | 30 | 18 | 7  | 5  | 59–31   | +28 | 61 | 2010–2011-es Európa-liga – 2. selejtezőkör     |
| 3.  | Győri ETO (I)             | 30 | 15 | 12 | 3  | 38–18   | +20 | 57 | 2010–2011-es Európa-liga – 1. selejtezőkör     |
| 4.  | Újpest                    | 30 | 17 | 4  | 9  | 49–39   | +10 | 55 |                                                |
| 5.  | Zalaegerszegi TE (I)      | 30 | 15 | 8  | 7  | 59–45   | +14 | 53 | 2010–2011-es Európa-liga – 1. selejtezőkör     |
| 6.  | MTK Budapest              | 30 | 12 | 7  | 11 | 52–41   | +11 | 43 |                                                |
| 7.  | FerencvárosÚ              | 30 | 10 | 11 | 9  | 34–35   | −1  | 41 |                                                |
| 8.  | Haladás                   | 30 | 10 | 9  | 11 | 46–49   | −3  | 39 |                                                |
| 9.  | Budapest HonvédK          | 30 | 9  | 11 | 10 | 38–35   | +3  | 38 |                                                |
| 10. | Kecskeméti TE             | 30 | 10 | 7  | 13 | 50–56   | −6  | 37 |                                                |
| 11. | Lombard PápaÚ             | 30 | 10 | 5  | 15 | 39–50   | −11 | 35 |                                                |
| 12. | Kaposvári Rákóczi         | 30 | 8  | 8  | 14 | 38–50   | −12 | 32 |                                                |
| 13. | Vasas                     | 30 | 8  | 7  | 15 | 39–61   | −22 | 31 |                                                |
| 14. | Paksi FC                  | 30 | 7  | 10 | 13 | 31–44   | −13 | 31 |                                                |
| 15. | Nyíregyháza Spartacus (K) | 30 | 6  | 9  | 15 | 41–60   | −19 | 27 | NB II                                          |
| 16. | Diósgyőr (K)              | 30 | 4  | 5  | 21 | 31–56   | −25 | 17 | NB II                                          |

Forrás: MLSZ adatbank 
A rangsorolás alapszabályai: 1. összpontszám, 2. győzelmek száma, 3. gólkülönbség, 4. szerzett gólok száma, 5. egymás elleni eredmények összpontszáma,  6. egymás elleni eredmények gólkülönbsége, 7. egymás elleni eredmények szerzett góljainak száma, 8. egymás elleni eredmények idegenben szerzett góljainak száma.
Mivel a bajnok Debreceni VSC nyerte 2009–2010-es magyar kupát, így a bajnoki ezüstérmes Videoton a 2010–2011-es Európa-liga 2. selejtezőkörében, míg a kupadöntőt elbukó Zalaegerszegi TE és a Győri ETO a 2010–2011-es Európa-liga 1. selejtezőkörében jogosult indulni.
(B): Bajnokcsapat, (K): Kieső csapat, (F): Feljutó csapat, (I): Kupainduló, (R): A rájátszás győztese, (KGY): Kupagyőztes

#### Az eredmények összesítése
Az alábbi táblázatban összesítve szerepelnek a Diósgyőri VTK 2009/10-es bajnokságban elért eredményei.
| Ősz/tavasz (forduló)    | Otthon | Otthon | Otthon | Otthon | Otthon | Otthon | Otthon | Idegenben | Idegenben | Idegenben | Idegenben | Idegenben | Idegenben | Idegenben |
| Ősz/tavasz (forduló)    | M      | GY     | D      | V      | LG–KG  | GK     | P      | M         | GY        | D         | V         | LG–KG     | GK        | P         |
| ----------------------- | ------ | ------ | ------ | ------ | ------ | ------ | ------ | --------- | --------- | --------- | --------- | --------- | --------- | --------- |
| Őszi szezon (1–15.)     | 8      | 2      | 2      | 4      | 9–10   | –1     | 8      | 7         | 1         | 1         | 5         | 9–15      | –6        | 4         |
| Tavaszi szezon (16–30.) | 7      | 1      | 0      | 6      | 6–12   | –6     | 3      | 8         | 0         | 2         | 6         | 7–19      | –12       | 2         |
| Összesen (1–30.)        | 15     | 3      | 2      | 10     | 15–22  | –7     | 11     | 15        | 1         | 3         | 11        | 16–34     | –18       | 6         |

#### Helyezések fordulónként
| Forduló  | 1  | 2  | 3  | 4  | 5  | 6  | 7  | 8  | 9  | 10 | 11 | 12 | 13 | 14 | 15 | 16 | 17 | 18 | 19 | 20 | 21 | 22 | 23 | 24 | 25 | 26 | 27 | 28 | 29 | 30 |
| -------- | -- | -- | -- | -- | -- | -- | -- | -- | -- | -- | -- | -- | -- | -- | -- | -- | -- | -- | -- | -- | -- | -- | -- | -- | -- | -- | -- | -- | -- | -- |
| Helyszín | O  | I  | O  | I  | O  | O  | I  | O  | I  | O  | I  | O  | I  | O  | I  | I  | O  | I  | O  | I  | I  | O  | I  | O  | I  | O  | I  | O  | I  | O  |
| Eredmény | GY | V  | V  | V  | GY | V  | V  | V  | V  | D  | D  | D  | GY | V  | V  | V  | V  | V  | V  | D  | V  | GY | V  | V  | V  | V  | V  | V  | D  | V  |
| Helyezés | 5  | 10 | 10 | 13 | 9  | 11 | 13 | 15 | 16 | 16 | 16 | 15 | 13 | 15 | 15 | 16 | 16 | 16 | 16 | 16 | 16 | 16 | 16 | 16 | 16 | 16 | 16 | 16 | 16 | 16 |

Helyszín: O = Otthon; I = Idegenben. Eredmény: GY = Győzelem; D = Döntetlen; V = Vereség.

### Magyar kupa
| 3. forduló 2009. szeptember 16. 15:30 |

| Mándok                                    | 1 – 2               | Diósgyőr                 |
| ----------------------------------------- | ------------------- | ------------------------ |
| Rab 76' 79' Baksa 45' Török 55' Matyi 75' | (0 – 0) Jegyzőkönyv | Szabó 57' 77' Lippai 32' |

| Játékvezető: Orosz János (magyar) |

| 4. forduló 2009. szeptember 30. 15:00 |

| Nyírbátor | 0 – 4               | Diósgyőr                                                |
| --------- | ------------------- | ------------------------------------------------------- |
|           | (0 – 2) Jegyzőkönyv | Ivancsics 14' 22' Lakatos 54' Szabó 78' Vukadinović 11' |

| Játékvezető: Nazsa Tamás (magyar) |

| 5. forduló Első mérkőzés 2009. október 21. 17:00 |

| MTK Budapest                      | 3 – 0               | Diósgyőr  |
| --------------------------------- | ------------------- | --------- |
| Gosztonyi 10' Zsidai 15' Bori 54' | (2 – 0) Jegyzőkönyv | Szabó 65' |

| Hidegkuti Nándor Stadion, Budapest Nézőszám: 176 Játékvezető: Szilasi Szabolcs (magyar) |

| 5. forduló Visszavágó 2009. október 27. 17:00 |

| Diósgyőr                    | 0 – 3               | MTK Budapest                        |
| --------------------------- | ------------------- | ----------------------------------- |
| Miličić 11' Vukadinović 70' | (0 – 2) Jegyzőkönyv | Szatmári 16' Könyves 44' Molnár 78' |

| DVTK-stadion, Miskolc Nézőszám: 400 Játékvezető: Oláh Gábor (magyar) |

### Ligakupa

#### Csoportkör (A csoport)
| 1. forduló 2009. július 22. 18:00 |

| Diósgyőr                                                                       | 7 – 0               | Vasas                  |
| ------------------------------------------------------------------------------ | ------------------- | ---------------------- |
| Miličić 2' 75' Lippai 11' 24' Lakatos 17' Búrány 28' Gohér 38' 41' Horváth 42' | (7 – 0) Jegyzőkönyv | Kelemen 70' Katona 76' |

| DVTK-stadion, Miskolc Játékvezető: Berger József (magyar) |

| 2. forduló 2009. július 29. 19:00 |

| Ferencváros                     | 2 – 0               | Diósgyőr              |
| ------------------------------- | ------------------- | --------------------- |
| Ferenczi 50' 67' 72' Lowton 87' | (0 – 0) Jegyzőkönyv | Kállai 72' Bokros 81' |

| Albert Flórián Stadion, Budapest Nézőszám: 2 000 Játékvezető: Sulyok Gergely (magyar) |

| 3. forduló 2009. augusztus 5. 17:00 |

| MTK Budapest                  | 1 – 1               | Diósgyőr                                     |
| ----------------------------- | ------------------- | -------------------------------------------- |
| Dobó 49' Forró 25′ Kornis 90' | (0 – 1) Jegyzőkönyv | Horváth 8' Kovács 68' Bokros 70' Faggyas 79' |

| Hidegkuti Nándor Stadion, Budapest Játékvezető: Kovács Gábor (magyar) |

| 4. forduló 2009. augusztus 19. 18:00 |

| Diósgyőr                         | 0 – 3               | Kecskeméti TE                                                                            |
| -------------------------------- | ------------------- | ---------------------------------------------------------------------------------------- |
| Horváth 38' Nagy 49' Miličić 71' | (0 – 1) Jegyzőkönyv | Alempijević 1' Veselič 56' Hegedűs 58' (11-esből) Schindler 12' Bertus 39' Dvorschák 45' |

| DVTK-stadion, Miskolc Nézőszám: 400 Játékvezető: Takács János (magyar) |

| 5. forduló 2009. augusztus 26. 17:00 |

| Nyíregyháza Spartacus                                | 3 – 0               | Diósgyőr                             |
| ---------------------------------------------------- | ------------------- | ------------------------------------ |
| Batizi-Pócsi 32' 77' Markos 82' Varga 35' Nánási 65' | (1 – 0) Jegyzőkönyv | Jovanović 38' Faggyas 56' Jeknić 78′ |

| Nyíregyháza Városi Stadion, Nyíregyháza Játékvezető: Veizer Roland (magyar) |

| 6. forduló 2009. szeptember 23. 18:00 |

| Vasas                                                  | 3 – 1               | Diósgyőr                         |
| ------------------------------------------------------ | ------------------- | -------------------------------- |
| Szűcs 9' Piller 36' Lázok 84' 72' Villám 16' Imrik 55' | (2 – 1) Jegyzőkönyv | Lippai 17' Polényi 36' Illés 46' |

| Illovszky Rudolf Stadion, Budapest Játékvezető: Oláh Gábor (magyar) |

| 7. forduló 2009. november 4. 17:30 |

| Diósgyőr                 | 3 – 0               | Ferencváros |
| ------------------------ | ------------------- | ----------- |
| Szabó 16' Apostu 33' 53' | (2 – 0) Jegyzőkönyv | Vass 39'    |

| DVTK-stadion, Diósgyőr Nézőszám: 400 Játékvezető: Farkas Ádám (magyar) |

- Az ugyanezen a napon 19:00-kor rendezett bajnoki találkozó miatt Miskolcra csak egy tartalékcsapat utazott el a Ferencváros részéről.

| 8. forduló 2009. november 14. 13:00 |

| Diósgyőr      | 1 – 4               | MTK Budapest                            |
| ------------- | ------------------- | --------------------------------------- |
| Szabó 68' 65' | (0 – 1) Jegyzőkönyv | Pál 33' Forró 63' Szabó 71' Melczer 75' |

| DVTK-stadion, Miskolc Játékvezető: Urbán Eszter (magyar) |

| 9. forduló 2009. november 28. 13:00 |

| Kecskeméti TE                          | 3 – 0               | Diósgyőr            |
| -------------------------------------- | ------------------- | ------------------- |
| Yannick 40' Birtalan 44' Schindler 76' | (2 – 0) Jegyzőkönyv | Kállai 2' Illés 29' |

| Műkertvárosi műfüves pálya, Kecskemét Nézőszám: 50 Játékvezető: Sándor Csaba (magyar) |

| 10. forduló 2009. december 5. 13:00 |

| Diósgyőr                     | 0 – 7               | Nyíregyháza Spartacus                                                            |
| ---------------------------- | ------------------- | -------------------------------------------------------------------------------- |
| Kodalaev 26′ Vukadinović 64' | (0 – 2) Jegyzőkönyv | Andorka 2' 60' 70' Honma 12' Pákolicz 81' 87' Miskolczi 84' Zabos 59' Müller 62' |

| DVTK-stadion, Miskolc Játékvezető: Király Gergő (magyar) |

#### Az A csoport végeredménye
| Színmagyarázat | Színmagyarázat                                                 |
| -------------- | -------------------------------------------------------------- |
|                | A csoportelső és csoportmásodik bejutott a középdöntőbe.       |
|                | A csoport többi helyezettje nem folytathatta a kupaszereplést. |

| Csapat                | M  | Gy | D | V | G+ | G– | Gk  | P  |
| --------------------- | -- | -- | - | - | -- | -- | --- | -- |
| Ferencváros           | 10 | 7  | 0 | 3 | 21 | 15 | +6  | 21 |
| Nyíregyháza Spartacus | 10 | 5  | 2 | 3 | 28 | 13 | +15 | 17 |
| Vasas                 | 10 | 5  | 0 | 5 | 21 | 23 | –2  | 15 |
| MTK Budapest FC       | 10 | 3  | 4 | 3 | 15 | 16 | –1  | 13 |
| Kecskeméti TE         | 10 | 3  | 3 | 4 | 16 | 21 | –5  | 12 |
| Diósgyőri VTK         | 10 | 2  | 1 | 7 | 13 | 26 | –13 | 7  |

## Játékosmozgás 2009 nyarán
| Érkezett: - Balajti Ádám (Diósgyőri Utánpótlás) - Faggyas Milán (Debreceni VSC, kölcsönbe) - Nagy Róbert (Debreceni VSC, kölcsönbe) - Huszák Tamás (Debreceni VSC, kölcsönbe) - Kerényi Gábor (Szolnoki MÁV, kölcsönből vissza) - Somodi Bence (Győri ETO FC, kölcsönből vissza) - Kreizler Károly (Algyő, kölcsönből vissza) - Horváth Gábor (BFC Siófok) - Kovács Zoltán (Kaposvári RFC) - Ivancsics Gellért (Budapest Honvéd) - Nemanja Bulatovic (Partizan Beograd) - Dejan Vukadinović (FK Viktoria Žižkov) - Vlado Jeknic (SV Wehen Wiesbaden) - Bognár Zsolt - Bogdan Apostu - Kodolaev Besarion | Távozott: - Euloge Ahodikpe (Lombard FC Pápa, kölcsönből vissza) - Tóth Mihály (Szolnoki MÁV FC) - Florin Ioan Pelecaci (FC Gloria Bistritta) - Đorđe Simić - Srđan Stanić (Kaposvári Rákóczi) - Đorđe Kamber (ZTE FC) - Milan Bogunović (ZTE FC) - Homma Kazuo (Nyíregyháza Spartacus FC) - Draško Vojinović (Nyíregyháza Spartacus FC) - Szélpál Tamás (Debreceni VSC) - Köteles László (KRC Genk) - Kreizler Károly - Kerényi Gábor (Mátranovák, kölcsönbe) |

## Játékosmozgás 2009/2010 telén
| Érkezett: - Bajzát Péter (Győri ETO FC, kölcsönbe) - Bojan Brnovic (Győri ETO FC, kölcsönbe) - Zoran Supić (Győri ETO FC, kölcsönbe) - Zámbó Bence (Győri ETO FC, kölcsönbe) - Roszel Róbert (Schwaben Camin) - Somorjai Tamás (TSV Hartberg) - Dobos Attila (Rákospalotai EAC) - Bacsa Patrik (Diósgyőri Utánpótlás) - Zsivóczky Norbert (Ferencvárosi TC) - Burányi Tamás (Zalaegerszegi TE) - George Menougong (Bőcs KSC) - Sadjo Haman (FC Sahel) - Igor Gal (Slaven Belupo) - Ivan Rados (NK Croatia Sesvete) - Mindaugas Malinauskas (Tranzīts Ventspils) - Rohan Ricketts (Toronto FC) | Távozott: - Lakatos Béla (Mezőkövesd-Zsóry FC) - Szabó Viktor (Mezőkövesd-Zsóry FC) - Bokros Tibor (Bőcs KSC) - Kállai Norbert (Hévíz FC) - Somodi Bence (Kazincbarcikai SC) - Menyhért Gergő (Kaposvölgye VSC) - Faggyas Milán (Debreceni VSC, kölcsönből vissza) - Nagy Róbert (Debreceni VSC, kölcsönből vissza) - Kovács Zoltán (Kaposvári RFC, kölcsönből vissza) - Horváth Szabolcs (Vecsési FC, kölcsönbe) - Gohér Gergő (Budapest Honvéd FC, kölcsönbe) - Lipusz Norbert (Kazincbarcikai SC, kölcsönbe) - Ivancsics Gellért (Szigetszentmiklósi TK, kölcsönbe) - Bogdan Apostu (Curtea de Argeș) - Kodolaev Besarion (Spartak Tbilisi) - Despot Visković - Boris Milicic - Nemanja Bulatovic |

## Külső hivatkozások
- A csapat hivatalos honlapja (magyarul)
- A Magyar Labdarúgó Szövetség honlapja, adatbankja (magyarul)